# Izquierda política en Venezuela

Brújula política, usada para clasificar ideologías políticas. Arriba la izquierda autoritaria y abajo la izquierda liberal.

La izquierda política en Venezuela se originó a comienzos del siglo XX durante la dictadura gomecista. Durante el siglo XX existieron choques históricos entre la izquierda socialdemócrata y la izquierda radical, representada respectivamente por Acción Democrática (AD) y el Partido Comunista (PCV)  que derivaron en la aparición de las guerrillas y las subsecuentes divisiones de dichos partidos hasta la llegada del Movimiento V República (MVR) y el Partido Socialista Unido de Venezuela (PSUV) que gobernaron el país bajo el liderazgo del exteniente coronel Hugo Chávez.
Los partidos que se identificaron con esta corriente han sido proscritos varias veces a lo largo de la historia, durante las dictaduras militares de Juan Vicente Gómez y Marcos Pérez Jiménez, en transición durante el gobierno de Eleazar López Contreras y tras la vuelta de la democracia, debido a los conflictos con las guerrillas nacidas tras la Revolución cubana. En la actualidad, varios partidos de centroizquierda e izquierda están intervenidos y han denunciado persecución política (como Por la Democracia Social en 2012, Bandera Roja en 2013-2020, el Movimiento Electoral del Pueblo en 2015, Tupamaro en 2020, Patria Para Todos en 2020, y el Partido Comunista en 2023).

## Historia

### SigloXX
La izquierda política surgió en Venezuela durante la dictadura gomecista, en resistencia a ésta y su represión. La Generación del 28 tuvo participantes de ideas marxistas, entre ellos, Rómulo Betancourt. En 1931 se fundó el Partido Comunista (PCV).

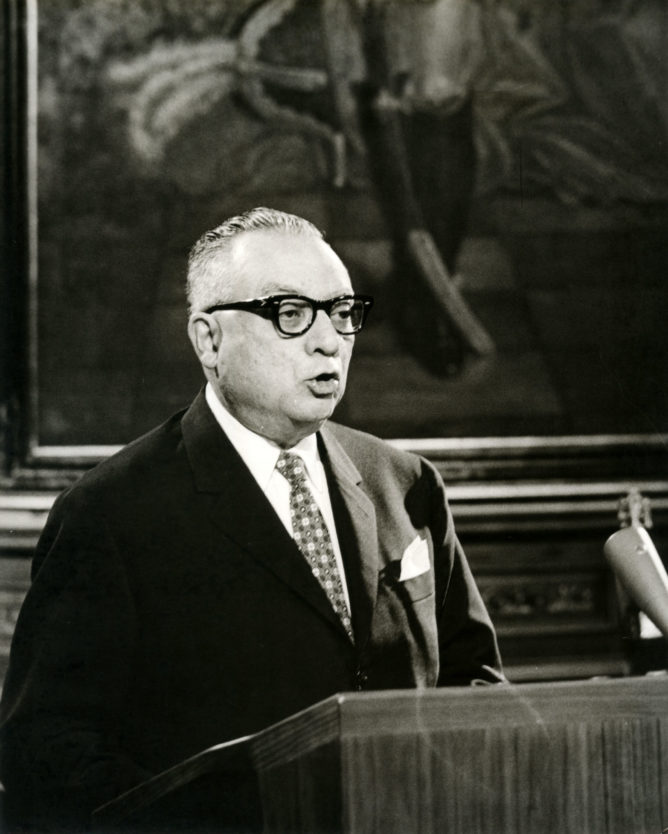
Rómulo Betancourt fundó el Partido Comunista Costarricense y estableció la socialdemocracia en Venezuela

En 1936 los periódicos Orve y El Popular anunciaron la aparición de un libro llamado La verdad de las Actividades Comunistas en Venezuela, popularmente conocido a partir de entonces como el Libro Rojo cuyo autor se desconocía, y que era un compendio de nombres de personas que se acusaban de ser comunistas (incluidos comunistas reales y excomunistas, para aquel momento). Fueron mencionados el secretario de Gobierno del Distrito Federal, el prefecto del Departamento Capitalino y el secretario privado del gobernador, Elbano Mibelli, así como se incluía el Plan de Barranquilla y se vinculaba al comunismo a los firmantes, entre esos, Rómulo Betancourt y otros participantes agrupados como el Movimiento de Organización Venezolana. Esto trajo como consecuencia un escándalo político y desató una caza de brujas; Betancourt fue perseguido y permaneció en la clandestinidad. Finalmente se demostró que el Libro Rojo estaba vinculado al gobierno de Eleazar López Contreras.
El gobierno de Isaías Medina Angarita tuvo una posición antifascista en la Segunda Guerra Mundial que terminó en la declaración de guerra a las potencias del Eje y lideró una apertura política a todos los sectores, incluyendo la izquierda, lo que le valió al presidente Medina el apoyo comunista. Durante este tiempo se fundó Acción Democrática (AD), un partido socialdemócrata.
Los dirigentes de los principales partidos, AD, Copei y URD firmaron el Pacto de Puntofijo para garantizarle una coalición y gobernabilidad a cualquiera que ganara en las elecciones de 1958, excluyendo al Partido Comunista de dicho pacto. AD se dividió poco después, conformando su ala más izquierdista el Movimiento de Izquierda Revolucionaria (MIR) en 1960.

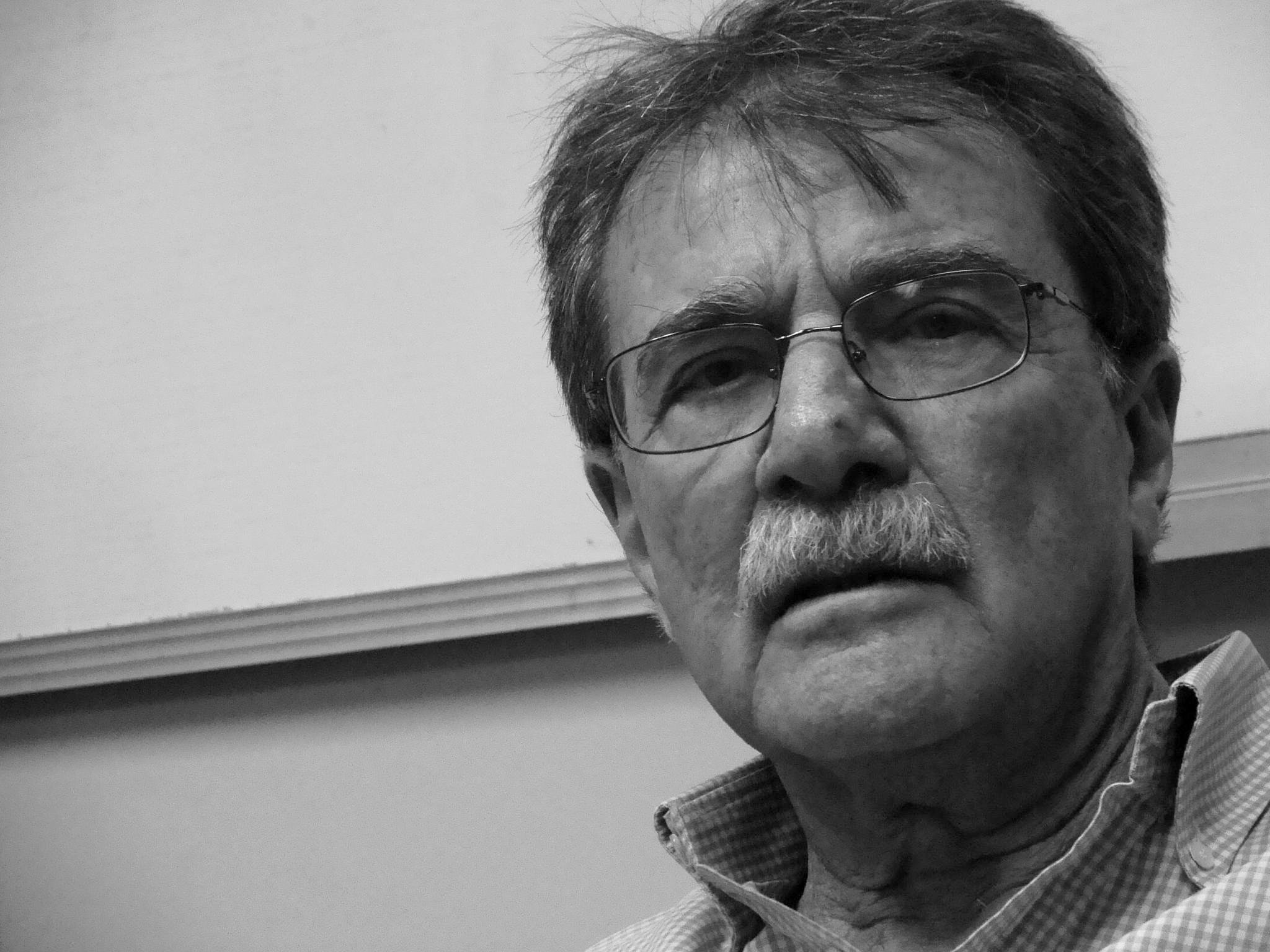
Teodoro Petkoff fundó el MAS y fue ministro de Cordiplan durante el segundo gobierno de Rafael Caldera.

Teodoro Petkoff, quien había sido parte del Partido Comunista, publicó el libro Checoslovaquiaː el socialismo como problema en 1969, en el que cuestionaba el modelo soviético y con el que se hizo conocido. A raíz de ese ensayo, Leonid Brezhnev, secretario general del Partido Comunista de la Unión Soviética, llamó a Petkoff «una amenaza para el comunismo mundial», mientras que el escritor colombiano Gabriel García Márquez quiso conocerlo debido a las ideas allí plasmadas (encuentro finalmente gestionado por Miguel Otero Silva) y su proyecto de izquierda democrática con el MAS, a contracorriente de los partidos de izquierda influenciados por los soviéticos. García Márquez le donó al partido el dinero del premio Rómulo Gallegos obtenido por su novela Cien años de soledad en un acto donde Petkoff recibió el cheque, agradeciéndole en nombre del MAS y de todos los venezolanos.
Los partidos políticos de izquierda fueron nuevamente legalizados en el primer gobierno de Rafael Caldera. El exteniente coronel Hugo Chávez ganó las elecciones presidenciales en 1999 con el MVR.

### SigloXXI

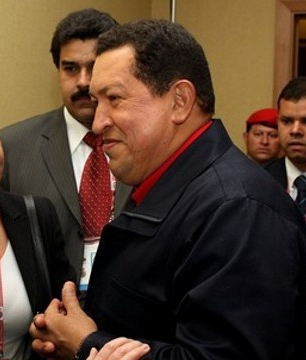
Hugo Chávez y Nicolás Maduro (atrás) se autoproclamaron de la izquierda política.

A nivel ideológico, Chávez declaró en 2009 en la Asamblea Nacional: «Por primera vez asumo el marxismo», tras once años de gobierno y haberlo negado antes, suscribiendo también, según él, al cristianismo, bolivarianismo, martianismo, sucrismo y al mirandismo.
El expresidente de la Cámara de Diputados del Congreso, Henrique Capriles, del partido Primero Justicia (identificado en el centro) se ubicó en la centroizquierda política durante la campaña presidencial de 2013.
En 2012, hacia el final del gobierno de Hugo Chávez, se intervino judicialmente el partido socialdemócrata Por la Democracia Social (Podemos), una escisión del MAS. Desde el gobierno de Nicolás Maduro, también autoproclamado de izquierdas, aumentaron las intervenciones judiciales de partidos políticos del espectro de la centroizquierda a la izquierda (como Bandera Roja en 2013-2020, el Movimiento Electoral del Pueblo en 2015, Tupamaro en 2020, Patria Para Todos en 2020, y el Partido Comunista en 2023).